# Lijst van voetbalinterlands Curaçao - Nicaragua
Deze lijst van voetbalinterlands is een overzicht van alle officiële voetbalwedstrijden tussen de nationale teams van Curaçao en Nicaragua. De landen speelden tot op heden een keer tegen elkaar. Dat was een vriendschappelijke wedstrijd op 17 juni 2017 in Willemstad.

## Wedstrijden
| № | Plaats     | Datum        | Competitie        | Wedstrijd           | Uitslag |
| - | ---------- | ------------ | ----------------- | ------------------- | ------- |
| 1 | Willemstad | 17 juni 2017 | Vriendschappelijk | Curaçao – Nicaragua | 0 – 0   |

## Samenvatting
| Competitie        | Totaal gespeeld | Winst Curaçao | Gelijk | Winst Nicaragua | Doelsaldo Curaçao – Nicaragua |
| ----------------- | --------------- | ------------- | ------ | --------------- | ----------------------------- |
| Vriendschappelijk | 1               | 0             | 1      | 0               | 0 − 0                         |
| Totaal            | 1               | 0             | 1      | 0               | 0 − 0                         |

Wedstrijden bepaald door strafschoppen worden, in lijn met de FIFA, als een gelijkspel gerekend.